# Gazi

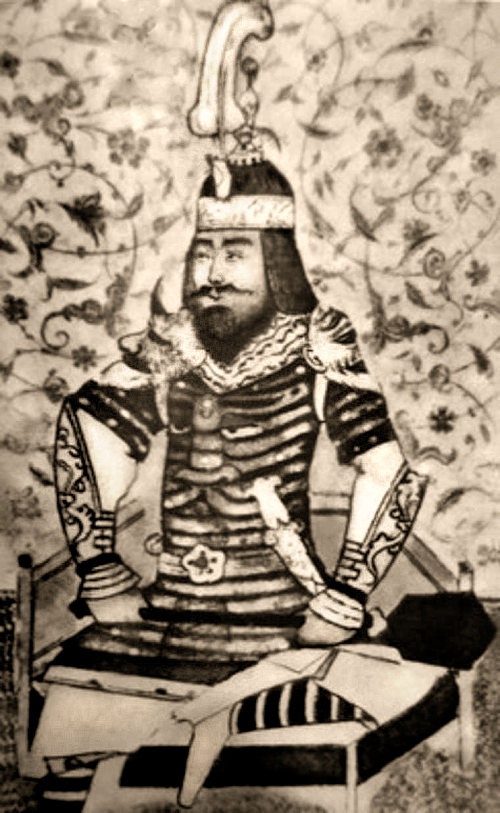
O líder turco-mongol Tamerlão, autointitulou-se gazi após ter derrotado os cavaleiros hospitalários cristãos em Esmirna

Gazi (em árabe: غازي; romaniz.: G(h)āzī; "aquele que empreende uma expedição militar", "conquistador") é originalmente a designação de um guerreiro muçulmano que participa na ghazw (em árabe: عزو; romaniz.: ġazw; "expedições militares", "raides" ou "razias"). Após o surgimento do islão, a ghazw passou a ser uma designação para a guerra religiosa, pelo que gazi passou a significar "combatente da causa de Deus" (al-ġāzī; fī sabīli ʾllāh). A palavra relacionada gázua (غزوة; ġazwah) significa batalha ou expedição militar, sendo frequentemente usada para designar especificamente as lideradas por Maomé.
No contexto das guerras entre a Rússia e os povos muçulmanos do Cáucaso, iniciadas no final do século XVIII, senão antes, com a resistência do xeque checheno Mansur Ushurma à expansão russa, o termo surge na forma gazavat (em russo: газават). Na literatura anglófona é muitas vezes usado como sinónimo o termo razzia, derivado do francês, que possivelmente tem origem no português arcaico "razia".[carece de fontes?]
Para um muçulmano era especialmente meritório participar em campanhas contra os não muçulmanos como gazis. Embora o termo não seja mencionado no Alcorão, ele está presente na na coleção de hádice (conjunto de leis, lendas e histórias sobre a vida de Maomé) “al-Kutub as-sitta” ("seis livros"), nomeadamente nos capítulos sobre as virtudes da jihad (guerra santa).

## Ghazwcomo raide ou razia

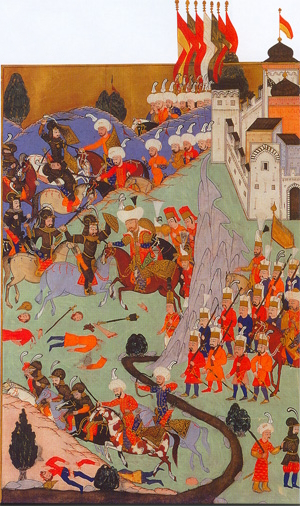
Os gazis otomanos derrotam os cruzados durante a batalha de Nicópolis (1396), numa ilustração do “Hünernâme”, de Lokman, 1588

Na cultura medieval beduína, a ghazw[a] era uma forma de conflito bélico limitado, pouco mais do que um assalto no qual se evitavam confrontos diretos e em vez disso se saqueava, principalmente gado. O poeta do período omíada al-Kutami escreveu os seguintes versos: «a nossa vida é fazer raides contra o inimigo, contra o nosso vizinho e contra o nosso próprio irmão, no caso de não encontrarmos mais ninguém para assaltar senão um irmão.» O roubo semi-institucionalizado de rebanhos de gado não era praticado apenas por Beduínos; os antropólogos soviéticos adotaram a palavra cazaque barymta para designar práticas similares de nómadas nas estepes da Eurásia. William Montgomery Watt colocou a hipótese de que Maomé achou útil desviar estas refregas contínuas e mortíferas contra os seus inimigos, tornando-os a base da sua estratégia militar. Segundo Watt, a celebrada batalha de Badr (624) começou como uma dessas razias. Como forma de guerra, a razia foi depois imitada pelos estados cristãos ibéricos no seu relacionamento com os reinos taifa; o termo ibérico cavalgada e o anglo-francês chevauchée são praticamente sinónimos do árabe ghazw e referem-se a táticas militares similares.
No contexto do colonialismo francês, a palavra razzia designava particularmente os raides para saquear capturar escravos entre os povos da África Ocidental e Central. Quando praticada pelos tuaregues era chamada rezzou. A palavra foi adotada de ġaziya do árabe argelino vernacular e depois passou a designar em sentido figurado qualquer ato de pilhagem na sua forma verbal razzier.[carece de fontes?]

## Os combatentes gazis

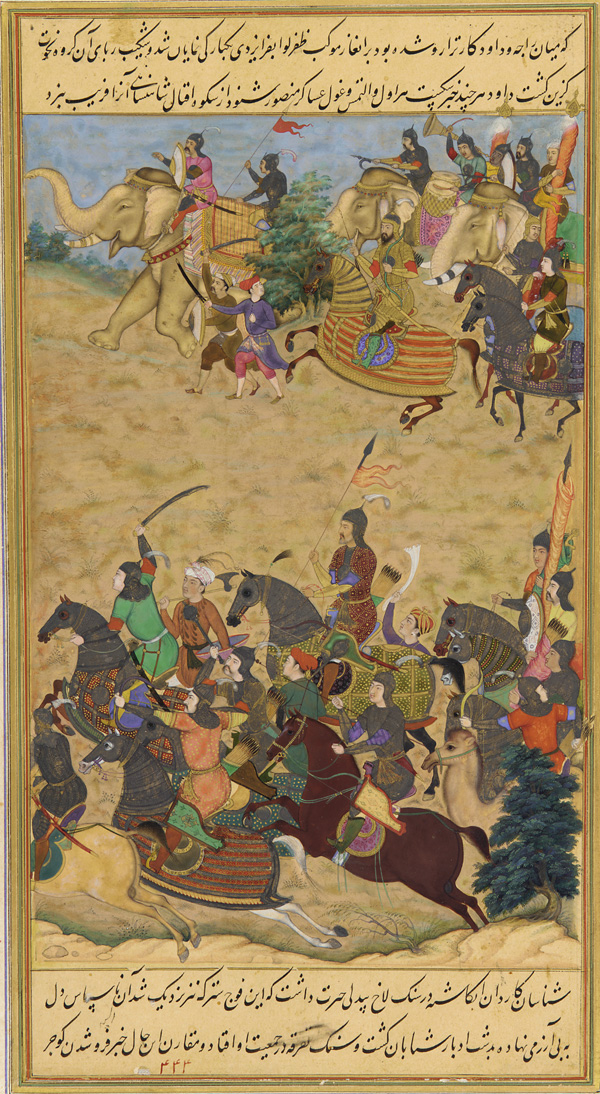
O jovem Aquebar assumiu o título Badexá Gazi

Gazi (em árabe: غازى‎; romaniz.: ġāzī é uma palavra árabe, o particípio em voz ativa do verbo ġazā, que significa "levar a cabo uma expedição militar ou raide" ou "esforçar-se por", pelo que gazi pode também ter o mesmo significado que mujahid ("aquele que luta"). O substantivo verbal de ġazā é ġazw ou ġazawān, com o sentido de "atacar de surpresa ou com a intenção de pilhar". Quando usado no singular ġazwah refere-se a uma batalha ou raide em particular. O termo gazi data pelo menos do período samânida (séculos IX e X), quando surge aplicado aos mercenários e combatentes da fronteira em Coração e Transoxiana. Mais tarde, até 20 mil gazis participaram nas campanhas na Índia de Mamude de Gásni (r. 998–1002).[carece de fontes?]
Os guerreiros gazis dependiam das pilhagens para viverem e tinham tendência para o banditismo e sedição nos tempos de paz. As corporações em que se organizavam atraíam aventureiros, zelotas e dissidentes políticos e religiosos de todas as etnias. A certa altura, porém, predominaram os soldados de etnia turca, nomeadamente os escravos turcomanos dos séquitos dos Mamelucos e os guarda-costas dos califas e emires, que subiram nas fileiras da corporação gazi, tendo alguns deles acabado por alcançar o controlo do poder militar, e mais tarde também do poder político em vários estados muçulmanos.[carece de fontes?]
A ocidente, os gazis turcos faziam continuamente incursões ao longo da zona fronteiriça bizantina, onde se confrontavam com os seus congéneres ácritas gregos e arménios. Depois da batalha de Manzicerta (1071) estas incursões intensificaram-se e as corporações de gazis juntaram-se em irmandades semelhantes às ordens de cavalaria cristãs, que tinham como emblemas o barrete branco e a clava. O apogeu dessas associações chegaria durante a conquista mongol, quando muitos deles fugiram da Pérsia e do Turquestão para a Anatólia.[carece de fontes?]
Como organizações, as corporações de gazis eram fluidas, refletindo o seu caráter popular, e individualmente os guerreiros gazis pertenciam ora a uma ora a outra, dependendo do prestígio e sucesso de um emir em particular, à semelhança dos bandos de mercenários de condotieros ocidentais. Foi dos territórios da Anatólia conquistados durante a ghazw que emergiu o Império Otomano e as suas tradições lendárias, dizendo-se que o seu fundador, Osmã I, tomou a liderança como gazi graças à inspiração do xeque Ede Bali.[carece de fontes?]

### Gazis como título honorífico
Em períodos mais tardios da história islâmica o título honorífico gazi era assumido pelos governantes muçulmanos que demonstrava sucesso notável na expansão dos domínios do Islão. O título acabou por passar a ser exclusivo deles, num processo semelhante ao ao título romano de imperador, que originalmente era dado a um comandante militar vitorioso e depois passou a designar o governante supremo do Estado romano. Os Otomanos foram provavelmente os primeiros a adotar esta prática, e em todo o caso, a instituição da ghazw remonta aos primórdios do seu Estado:

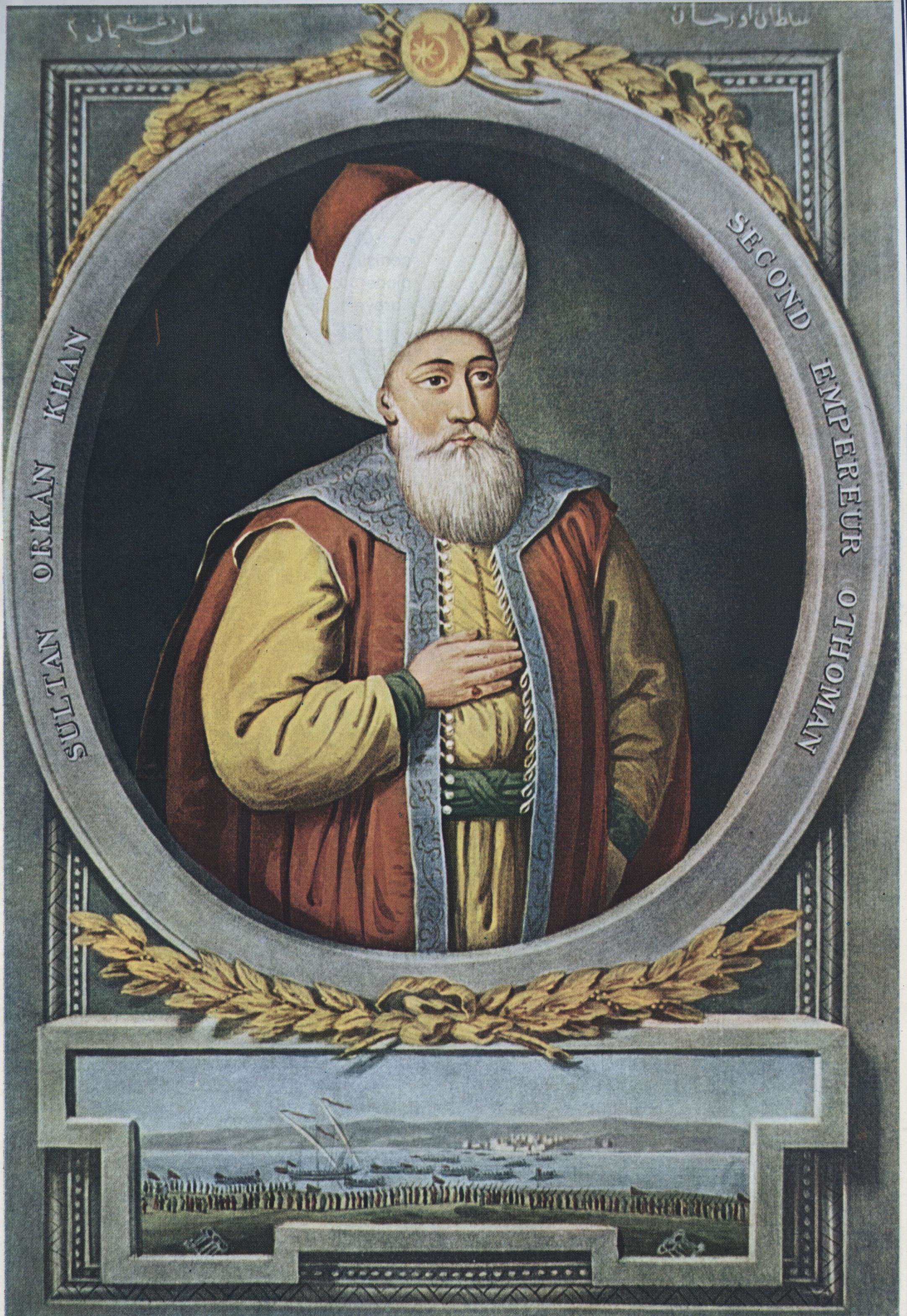
, segundo bei otomano

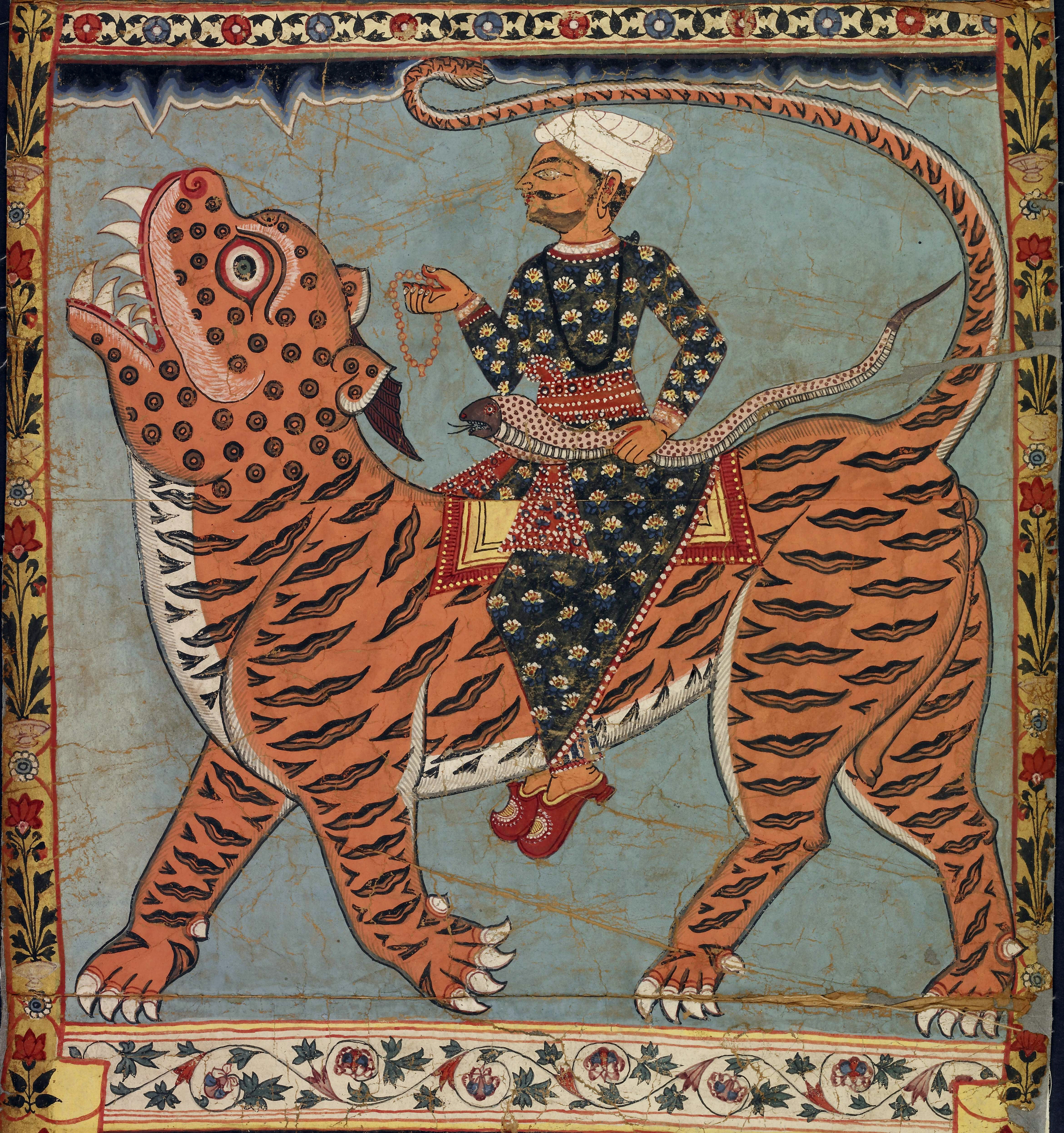
Gravura da era mogol representando Pir Gazi de Bengala montado num tigre

| “ | Nos primeiros tempos otomanos, tinha-se tornado um título honorífico e um modo de reclamar a liderança. Numa inscrição de 1337 [sobre a construção da mesquita de Bursa], Orcano I, o segundo governante da linha otomana, descreve-se a ele próprio com "Sultão, filho do Sultão dos Gazis, filho Gazi de [pai] Gazi […] senhor da fronteira dos horizontes." O poeta otomano Ahmedi, escrevendo c. 1402, define um gazi como "o instrumento da religião de Deus, um servo de Deus que limpa a terra da porcaria do politeísmo […] a espada de Deus." | ” |

Os primeiros nove líderes otomanos usaram todos gazi como parte do seu nome de trono completo (como muitos outros títulos, a nomeação era adicionada mesmo quando não era adequada ao cargo), e muitas vezes depois disso. No entanto, nunca se tornou um título formal no âmbito do estilo formal do governante, ao contrário do nome Sultão ul-Mujahidin, usado pelo sultão Murade II, sexto soberano da Casa de Osmã (r. 1421–1451), estilizado "Abul Hairate, Sultão ul-Mujahidin, Cã de Cãs, Grande Sultão da Anatólia e Rumélia, e das cidades de Adrianópolis e Filipólis.[carece de fontes?]
Devido à legitimidade política de que desfrutavam os que ostentavam esse título, os governantes muçulmanos competiam entre eles pela preeminência na ghāziya, com os sultões muçulmanos sendo geralmente reconhecidos como excedendo todos os outros nesta façanha:
| “ | Por razões políticas os sultões otomanos — sendo também a última dinastia de califas — atribuíam a maior importância a salvaguarda e reforço da reputação que tinham gozado como ghāzīs no mundo muçulmano. Quando obtinham vitórias na ghazā nos Bálcãs costumavam enviar relatos delas (singular: feth-nāme) bem como escravos e butins para os potentados muçulmanos orientais. Os cavaleiros cristãos capturados por Bajazeto I (r. 1389–1402) na sua vitória sobre os cruzados em Nicópolis em 1396 foram enviados para o Cairo, Bagdade e Tabriz, onde desfilaram em parada pelas ruas, o que ocasionou grandes manifestações a favor dos Otomanos. | ” |

Gazi foi também usado como título honorífico no Império Otomano, sendo geralmente traduzido como "o vitorioso", atribuído a oficiais militares de alta patente que se distinguiam no campo de batalha contra inimigos não muçulmanos. Assim, foi conferido, por exemplo a Gazi Osmã Paxá depois da sua famosa defesa de Plevna, Bulgária, em 1877–1878. Alguns governantes muçulmanos do Afeganistão usaram o título subsidiário Padexá i Gazi (Padshah-i-Ghazi) e o título gazi foi também atribuído a Mustafa Kemal Atatürk (1881–1938).[carece de fontes?]

### Atuação dos combatentes gazis na Idade Média
Quando levadas a cabo no contexto da guerra islâmica, o objetivo da ghazw era enfraquecer as defesas do inimigo como preparação da sua eventual conquista e subjugação. Devido ao facto da ghazw típica não ter normalmente a dimensão e força para atingir objetivos estratégicos militares ou territoriais, a sua ação traduzia-se geralmente em ataques de surpresa rápidos a alvos mal defendidos (por exemplo aldeias), com a intenção de desmoralizar o inimigo e destruir material que pudesse servir de apoio às suas forças militares. Apesar das regras de guerra islâmicas preverem a proteção de não combatentes como mulheres, monges e camponeses (na medida em que não podiam ser massacrados), as suas propriedades podiam ser pilhadas e destruídas e podiam ser presos e escravizados.
| “ | A única forma de evitar chacinas dos gazis era tornar-se súbdito de um estado islâmico. Os não muçulmanos adquiriam o estatuto de dhimmis, vivendo sob a sua proteção. A maior parte das fontes cristãs confundem estas etapas nas conquistas otomanas. Os Otomanos, porém, era cautelosos em seguirem estas regras... Confrontadas com a terrível chacina dos gazis, as populações que viviam fora dos limites do império, na "morada da guerra" frequentemente renunciava à proteção ineficaz dos estados cristãos e procurava refúgio sujeitando-se ao Império Otomano. Os camponeses em campo aberto em particular não perdiam nada com esta mudança. | ” |

Uma boa fonte para o estudo do que acontecia nos raides das ghazws tradicionais são os juristas islâmicos medievais, cujas discussões sobre quais as condutas eram permitidas e quais eram proibidas no decurso das guerras revelam algumas práticas desta instituição. Uma dessas fontes é o “Bidāyat al-Mujtahid wa-Nihāyat al-Muqtasid” de Averróis (século XII), traduzido para inglês no livro “Jihad in Mediaeval and Modern Islam: A Reader” de Rudolph Peters.

### Gazawatcomo guerra santa no Cáucaso

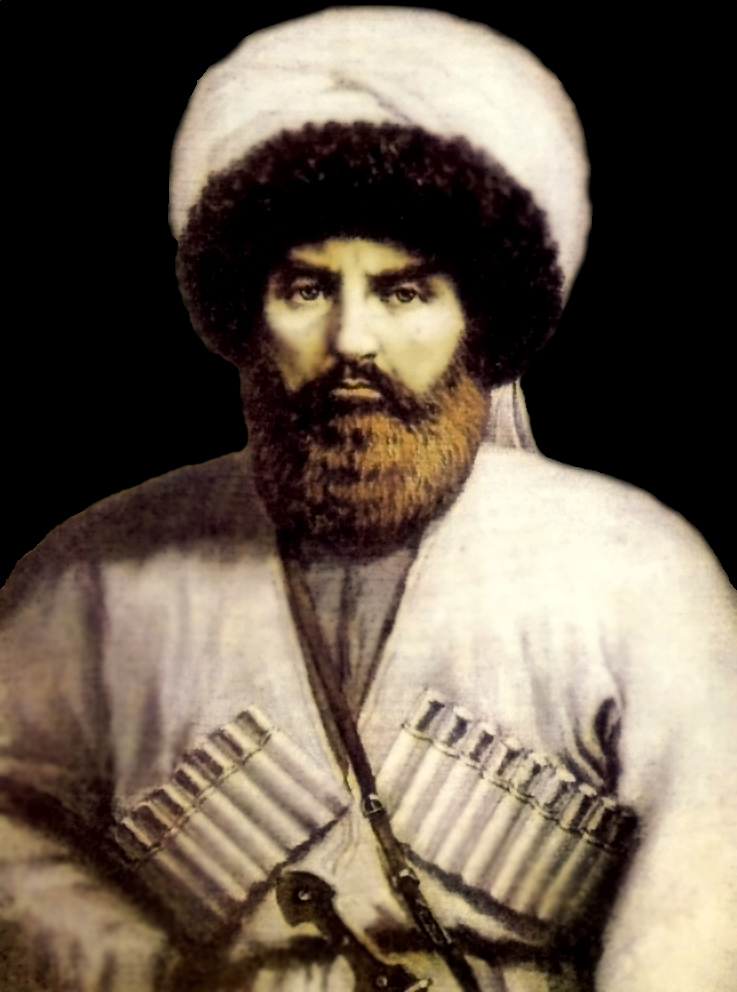
Shamil, imã do Daguestão e da Chechénia entre 1834 e 1859, liderou uma gazawat contra os russos

No século XIX, combatentes muçulmanos no Cáucaso do Norte que resistiam às operações militares russas declaram uma gazawat (entendida como "guerra santa") contra a invasão ortodoxa russa. Embora não seja certo, acredita-se que o académico daguestano islâmico Muhammad Yaragski tenha sido o ideólogo desta guerra. Em 1825, um congresso de ulemás reunido na aldeia de Yarag declarou gazawat contra os russos. O primeiro líder dos resistentes foi Ghazi Muhammad; depois da sua morte, o imã Shamil acabaria por continuar a luta. Durante a Segunda Guerra Chechena (1999–2009), foi também anunciada uma gazawat contra a Rússia.[carece de fontes?]

## LiteraturaMaghāzī
Maghāzī, cujo significado literal é "campanhas", é um termo tipicamente usado na literatura islâmica para as campanhas militares conduzidas por Maomé na fase pós-Hégira da sua carreira. O relato destas campanhas constitui um género particular da biografia profética diferente da Sira (ou Sīrat Rasūl Allāh). Um exemplo famoso desse género é o Maghāzī de Uaquidi (ca.  748–822).[carece de fontes?]

## Termos relacionados
- Akıncı (transliteração mais próxima da fonética portuguesa: akindji; plural: akıncılar) — palavra turca que significa "assaltante", que no Império Otomano designava tropas irregulares de cavalaria ligeira, com funções de batedores ou sentinelas e que substituiu o termo gazi.

- al-'Awāsim — designação da área fronteiriça sírio-anatólia entre o Império Bizantino e os diversos impérios califais.

- Thughūr — fortaleza ou fronteira avançada; frequentemente usada para designar especificamente as fortalezas situadas na al-'Awāsim.

- Ribāt (em português: arrábita) — convento fortificado usado por uma ordem religiosa, usado principalmente no Norte de África.

- Uj — termo turco para fronteira; uj begi (senhor da fronteira) era um título usado por alguns dos primeiros governantes otomanos; posteriormente foi substituído por serhadd (fronteira).

## Gazis célebres
- Battal Gazi — figura mítica do folclore turco que combateu na Anatólia contra os Bizantinos e é o personagem principal do épico “Battalnane”; possivelmente foi inspirado no general omíada do século VIII Abedalá Albatal.

- Danismende Gazi — líder turco morto em 1104 que fundou a primeira dinastia turca na Anatólia, os danismêndidas, na sequência da derrota dos Bizantinos na batalha de Manzicerta em 1071.

- Orcano Gazi — segundo bei dos Otomanos, que reinou entre 1281 e 1359 e que conquistou Bursa e Ancara e iniciou o processo de independência em relação ao decadente Sultanato de Rum.

- Tamerlão — líder turco-mongol Tamerlão (1336–1405), que se autointitulou gazi após ter derrotado os cavaleiros hospitalários cristãos em Esmirna.[1]

- Gazi Osmã Paxá — general otomano nas guerras da Crimeia (1853–1856) e russo-turca de 1877-1878.

- Ghazi do Iraque — rei do Iraque entre 1933 e 1939.

- Mustafa Kemal Atatürk — general otomano e posteriormente fundador da República da Turquia.